# Блухендж
Блустоунхендж або Блухендж, англ. Bluestonehenge, Bluehenge — археологічний пам'ятник. Це сліди стародавнього хенджа і кромлеха, виявлені в ході обстеження околиць на північний схід від Стоунхенджа в Уїлтширі. Кам'яна композиція була оточена хенджем у вигляді рову шириною близько 25 метрів із зовнішньої насипом. На відміну від Стоунхенджа, положення Блухенджа ніяк не пов'язане з положеннями Місяця чи Сонця.
Все, що збереглося досі від пам'ятника — це залишки рову навколо хенджа і ряд кам'яних композицій, які всі перебували під землею.
Блухендж знаходиться біля річки Ейвон на території церковного приходу Еймсбері. У безпосередній близькості від Блухенджа знаходиться Стоунхенджський пасаж — дорога, облямована ровом, що веде до Стоунхенджа. Майк Паркер Пірсон (Mike Parker Pearson) припускав, що Блухендж міг використовуватися у церемоніальних цілях — ймовірно, як зупинка на шляху від Даррінгтон-Уолсі до Стоунхенджа. Паркер Пірсон вважає, що Даррінгтон-Уолсі міг бути «місцем живих», тоді як Стоунхендж (найбільший у Британії того часу некрополь)) був «місцем мертвих».
Розкопки Блухенджа проводилися в серпні 2008 р. і знову в серпні 2009 р. Передбачалося, що докладний звіт про розкопки повинен був бути опублікований в лютому 2010 р.
Згідно з первинним датуванням, пам'ятник був споруджений між 3000 і 2400 рр. до н. е., хоча радіовуглецеве датування знарядь з оленячого рогу, знайдених при ньому, за станом на 2009 р. ще не було завершено. У ході розкопок виявлено кілька кам'яних композицій, що відносяться до зазначеного періоду. Передбачається, що спочатку існувало коло (кромлех) шириною близько 10 метрів, що складалося з 27 каменів. У деяких поглибленнях виявлено деревне вугілля, що свідчить про спалювання, що проводилися в цьому місці.
Назва «блу (стоун) хендж» пов'язана з невеликими уламками долерита, виявленими при обстеженні пам'ятника. Долерит в Англії також носить назву «синій камінь» (англ. bluestone), оскільки свіжий скол цього каменя має синюватий відтінок. Цей долерит, виявлений також у Стоунхенджі, походить з місцевості, віддаленої більш ніж на 200 км, в Пемброкширі (західний Уельс). На думку М. П. Пірсона, долеритові камені з кромлеха могли бути перенесені з нього близько 2500 р. до н. е. і використані в Стоунхенджі, який саме в цей час зазнав великої реконструкції.